# Wolfgang Herrndorf
Wolfgang Herrndorf (Hamburg, 12 juni 1965 – Berlijn, 26 augustus 2013) was een Duitse schrijver, schilder, illustrator en karikaturist.

## Biografie
Wolfgang Herrndorf werd geboren in Hamburg als zoon van Christian Herrndorf, een leraar lichamelijke opvoeding en geschiedenis, en Karin (ook wel Katrin genoemd) Franz, een danslerares. Bij zijn geboorte traden complicaties op, waardoor hij als baby een volledige bloedtransfusie kreeg. Herrndorf groeide op in Norderstedt. Al op jonge leeftijd had hij belangstelling voor schilderkunst en tekende hij zelf. Tijdens zijn basisschooltijd gaf hij al een eigen krant uit: de ZfS – Zeitung für Schwachsinnige.

### Opleiding
Vanaf 1975 bezocht hij het Coppernicus-Gymnasium in Norderstedt, waar hij met name in de exacte vakken uitblonk. In 1984 behaalde hij zijn eindexamen als beste van zijn lichting. Na zijn eindexamen deed hij vervangende dienstplicht in een evangelische gemeente en liep hij verplicht stage in een drukkerij.
Tussen 1986 en 1992 studeerde hij schilderkunst aan de kunstacademie in Nürnberg. Zijn werk werd in deze periode sterk beïnvloed door de renaissance en barok; zijn voorbeelden waren onder anderen Albrecht Dürer en Johannes Vermeer. Hij werkte met oude schildertechnieken zoals glaceren, wat op de academie als achterhaald gold. Deze stijl leidde herhaaldelijk tot conflicten, vooral met zijn professor. In zijn latere notities, verzameld in Arbeit und Struktur, beschreef hij haar als “de meest menselijk onaangename persoon” die hij ooit had ontmoet.

### Na de studie
Na zijn afstuderen werkte Herrndorf enkele jaren bij de Deutsche Post. Hij leefde in bescheiden omstandigheden, gaf weinig uit aan kleding en werkte vooral thuis, een levensstijl die hij altijd aanhield. In 1994 stuurde hij een omvangrijke map met strips, cartoons en illustraties naar het satirische tijdschrift Titanic, dat hij sinds zijn zestiende las. In oktober 1994 werd zijn eerste cartoon gepubliceerd in de rubriek Humorkritik. In 1995 en 1996 volgden meer bijdragen. Hij werd al snel een vaste waarde binnen de redactie. Volgens toenmalig hoofdredacteur Oliver Maria Schmitt kon hij “eigenlijk alles”: van illustraties voor columns tot dubbelzijdige schilderijen. Ook leverde hij tekeningen aan het satirische tijdschrift Eulenspiegel.

### Jaren in Berlijn
In augustus 1996 verhuisde Herrndorf naar een huurwoning in Berlijn-Neukölln; een jaar later trok hij in aan de Novalisstraße. Hij illustreerde boeken voor Haffmans Verlag en werkte samen met auteurs als Jürgen Roth en Gerhard Henschel. Daarnaast tekende hij voor onder meer Der Tagesspiegel en die taz. In Berlijn ontstonden belangrijke persoonlijke en professionele contacten, met onder anderen Kathrin Passig, Per Leo en Holm Friebe. Voor Friebes fanzine Luke & Trooke maakte hij cartoons. Zijn eerste journalistieke tekst verscheen in 1999 in die taz, waarvoor hij in totaal drie stukken schreef.
Op advies van zijn redactrice begon hij met literair werk. Zijn eerste literaire tekst, Scham & Ekel GmbH, verscheen in 2001 in het tijdschrift Der Rabe van Haffmans. Rond 2002 vond definitief de overgang van beeldend kunstenaar naar schrijver plaats.
Vanaf 2001 was Herrndorf actief op het internetforum Wir höflichen Paparazzi, dat een belangrijke rol speelde in zijn literaire ontwikkeling. Hij schreef daar onder het pseudoniem Stimmen en maakte deel uit van een subgroep, die Pappen. Ook schreef hij voor de blog Riesenmaschine, was hij lid van de Zentrale Intelligenz Agentur en droeg hij bij aan de satirische Bunny-Lectures.
Herrndorf speelde bovendien in het nationale auteursvoetbalelftal Autonama.
In februari 2010 werd bij hem een kwaadaardige hersentumor vastgesteld (glioblastoom). Hierop begon hij met het bijhouden van het digitale dagboek Arbeit und Struktur, waarin hij zijn leven met de ziekte beschreef. Dit werd postuum in december 2013 als boek uitgegeven bij Rowohlt. Ondanks zijn ziekte werkte hij met grote inzet aan zijn laatste boekprojecten. In zijn laatste jaren leed hij aan epileptische aanvallen.
Op 26 augustus 2013 pleegde Herrndorf zelfmoord in Berlijn. Op de vermoedelijke plaats van zijn dood, aan het Berlin-Spandauer Schifffahrtskanal, staat een metalen kruis, zoals beschreven in zijn dagboek. Hij werd begraven op de Dorotheenstädtischer Friedhof in Berlijn. Aanvankelijk stond op zijn graf een metalen kruis; dit werd later vervangen door een grafsteen. De revolver waarmee hij zich van het leven beroofde, bevindt zich sinds 2016 in het Deutsches Literaturarchiv in Marbach am Neckar.

### Privéleven
In mei 2013 trouwde hij met kinderboekenschrijfster Carola Wimmer, met wie hij reeds jarenlang een relatie had.

## Literair werk
In 2002 verscheen Herrndorfs debuutroman In Plüschgewittern bij Zweitausendeins, door de auteur omschreven als een “adolescentenroman”, ondanks het feit dat de hoofdpersoon bijna dertig is. Biograaf Tobias Rüther ziet invloeden van Christian Krachts Faserland, popliteratuur en de romantiek. Het boek bevatte veel autobiografische elementen. Hoewel de roman overwegend positief werd ontvangen, was het commercieel geen succes. In 2008 verscheen een herwerkte versie bij Rowohlt.
In 2004 werd Herrndorf uitgenodigd door jurylid Klaus Nüchtern om voor te lezen bij de Ingeborg-Bachmann-Preis, waar hij de Kelag-Publikumspreis won. In 2007 verscheen bij Eichborn de verhalenbundel Diesseits des Van-Allen-Gürtels, met daarin onder andere zijn bekroonde verhaal. In datzelfde jaar publiceerde SuKuLTuR een door Hernndorf verzonnen interview met een (niet geheel betrouwbare) kosmonaut, met sciencefictionelementen. De onbetrouwbare verteller is een terugkerend element in het werk van Hernndorf, daarin beïnvloed door Vladimir Nabokov.
Zijn literaire doorbraak kwam in 2010 met de Bildungsroman Tschick, uitgegeven door Rowohlt Berlin Verlag. Het boek stond meer dan een jaar op de Duitse bestsellerlijsten. De Nederlandse vertaling Tsjik, door Pauline de Bok, werd in 2012 genomineerd voor Beste Boek voor Jongeren. In 2011 volgde de roman Sand, waarin elementen van de misdaadroman, sociale roman en historische roman samenkomen. Herrndorf zelf beschouwde het als een mogelijke “Trottelroman”. Voor Sand ontving hij in 2012 de Preis der Leipziger Buchmesse, nadat Tschick het jaar ervoor al genomineerd was. Sand haalde eveneens de shortlist van de Deutscher Buchpreis.

## Werk als schilder en illustrator
In 1996 verwierf Herrndorf bekendheid met een schilderij van bondskanselier Helmut Kohl in Vermeer-stijl, gepubliceerd in Titanic en verkocht als poster. In 1997 verscheen bij Haffmans de wandkalender Klassiker Kohl 1998, met twaalf portretten van Kohl in de stijl van bekende kunstenaars als Cranach, Magritte en Baselitz. De kalender werd gepresenteerd op de Frankfurter Buchmesse. In 1998 illustreerde hij het satirische boek Heribert Fassbender - Gesammelte Werke. Band IX/5 van Jürgen Roth.
Vanaf 2015 werden Herrndorfs schilderijen tentoongesteld in onder andere het Literaturhaus Berlin, Literaturhaus München en het Kunsthaus Stade. Zijn weduwe Carola Wimmer was betrokken bij de selectie.

## Postume uitgaven
In 2014 verscheen bij Rowohlt het onvoltooide vervolg op Tschick, getiteld Bilder deiner großen Liebe, verteld vanuit het perspectief van Isa. Volgens het nawoord van Kathrin Passig en Marcus Gärtner had Herrndorf de publicatie en titel nog zelf goedgekeurd. De roman werd in 2015 als toneelstuk opgevoerd in het Staatsschauspiel Dresden. In 2019 produceerde de Bayerischer Rundfunk een hoorspel gebaseerd op deze tekst, die als prequel tot Tschick geldt.

## Onderscheidingen
- 2004: Kelag-Publikumspreis bij de Ingeborg-Bachmann-Wettbewerb voor Diesseits des Van-Allen-Gürtels.
- 2008: Deutscher Erzählerpreis voor Diesseits des Van-Allen-Gürtels.
- 2008: 1e Internationale Eifel-Literatuurprijs.
- 2011: Nominatie voor de Preis der Leipziger Buchmesse, categorie Belletristik, met Tschick.
- 2011: Clemens-Brentano-Preis voor Tschick.
- 2011: Deutscher Jugendliteraturpreis voor Tschick.
- 2012: Hans-Fallada-Preis voor Tschick.
- 2012: Preis der Leipziger Buchmesse voor Sand (categorie Belletristik).
- 2012: Literaturpreis des Kulturkreises der deutschen Wirtschaft.
- 2013: Sonderpreis der Goldenen Blogger.

## Tentoonstellingen
- 2017: Das unbekannte Kapitel. Wolfgang Herrndorfs Bilder, Kunsthaus Stade, 24 juni – 3 oktober 2017.
- 2016: „Zitate“ – Bilder von Wolfgang Herrndorf, Literaturhaus München, 6 juli – 25 september 2016.
- 2015: Wolfgang Herrndorf: Bilder, Literaturhaus Berlin, 13 juni – 6 september 2015.